# Os Doze Pares da França
Os doze Pares de França (em francês: Les Douze Pairs de France) são personagens da Matéria de França, corpo de história lendária que surge nas canções de gesta da literatura medieval francesa. Constituem uma tropa de elite, formada por 12 cavaleiros que são a guarda pessoal de Carlos Magno da França, liderada por Rolando, sobrinho do rei.  
Trata-se de um grupo lendário de heróis e cavaleiros associados ao rei carolíngio Carlos Magno, conhecido em francês como Charlemagne. Esses heróis eram considerados modelos de cavalaria e eram frequentemente mencionados na literatura medieval. Esses personagens foram destaque em várias canções de gesta e romances medievais, contribuindo para a mitologia e a tradição literária da cavalaria na Europa medieval. A popularidade dessas histórias ajudou a moldar a cultura e a visão da cavalaria na época.  
Os "Doze Pares de França" incluíam figuras lendárias, tanto históricas quanto fictícias, e muitas vezes eram enaltecidos por suas habilidades em batalha, bravura e virtude. A lista exata dos Doze Pares variava em diferentes tradições literárias, mas alguns nomes eram comuns, como: Roland; Oliver;  Ogier, o Dinamarquês; Ganelon; Huon de Bordeaux; Gerard de Roussillon; Samson d'Abbeville; Amaury de Montfort;  Bernard de Naisil;  Hernaut de Beaulande;  Girart de Roussillon;  Guy de Bourgogne. 

## Origem
A Canção de Rolando descreve como, na Batalha de Roncesvales, travada em 778, Rolando e outros paladinos francos foram massacrados numa passagem dos Pirenéus por guerreiros vascões. No poema, Rolando e os outros pares são traídos por Ganelão, um nobre franco que concerta um ataque junto ao Rei Marsílio, de Saragoça. Os mouros atacam e matam a todos a retaguarda franca, comandada por Rolando. Na segunda parte do poema, Carlos Magno regressa e vinga a morte de sua tropa de elite conquistando Saragoça e executando Ganelão.
Na canção de Rolando, os cavaleiros são Roland, Olivier, Gérin, Gérier, Bérenger, Otto, Samson, Engelier, Ivon, Ivory, Anséïs e Girart de Roussillon. No entanto, em várias obras, incluindo a Peregrinação de Carlos Magno, uma canção de gesta do século XII3, o Arcebispo Turpin e Ogier, o Dinamarquês, são por vezes considerados parte desta lista. 

## Literatura Moderna
Publicado em 1516, o poema Orlando Furioso reescreve a canção de Rolando modificando a lista dos cavaleiros. No poema de Boiardo e Ariosto, os doze valentes de Carlos Magno são Orlando (Rolando), sobrinho de Carlos Magno e herói em líder entre os paladinos; Oliver, rival de Roland; Ferumbras (Fierabras), um sarraceno que se tornou cristão; Astolpho, descendente de Charles Martel e primo de Orlando; Ogier, o dinamarquês; Ganelon, o traidor, que aparece em Inferno de Dante Alighieri; Rinaldo (Renaud de Montauban); Malagigi (Maugris), um feiticeiro; Florismart, amiga de Orlando; Homenda Borgonha; Namo (Naimon ou Namus), duque da Baviera, conselheiro de confiança de Carlos Magno; e Otuel, outro sarraceno convertido.   

## Influência no Brasil
A partir da Canção de Rolando surgiram muitas outras obras literárias medievais que apresentavam Carlos Magno, Rolando e os pares como campeões da luta da cristandade contra a ameaça islâmica. No Brasil, contudo, a obra que ganhou destaque foi a Segunda parte da História do Imperador Carlos-Magno e dos doze pares de França, atribuída a Nicolás de Piamonte. Segundo Luís da Câmara Cascudo, foi um dos livros mais populares no país ao longo do século XIX e até o início do século XX, sendo lida em voz alta para grandes audiências, de modo que "nenhum sertanejo ignorava as façanhas dos Pares ou a imponência do Imperador da barba florida".
A popularização da lenda tornou os Doze Pares personagens frequentes da literatura de cordel, figurando em títulos como A história de Carlos Magno e os Doze Pares de França, de João Lopes Freire; Batalha de Oliveiros com Ferrabrás e A prisão de Oliveiros e seus companheiros, de Leandro Gomes de Barros; A morte dos 12 Pares de França, de Marcos Sampaio; História completa do Cavaleiro Roldão, de Antonio Eugenio da Silva; Roldão no Leão de Ouro, de João Martins de Athayde; e História de Carlos Magno e os Doze Pares de França, de Antônio Deodoro dos Santos.
O Monge José Maria, líder do movimento do Contestado, tinha a História de Carlos Magno e dos Doze Pares de França como seu livro preferido. Ele estabeleceu para uma tropa de elite formada por 24 cavaleiros, que chamou de Doze Pares de França. Mais bem armados que os outros combatentes e montados em cavalos brancos suntuosamente arreados, eles carregavam estandartes com uma cruz no centro.

## Outras representações
As Cavalhadas recriam a batalha entre os Doze Pares e 12 príncipes mouros. O confronto também é recriado em celebrações do Tambor de Mina.
Durante a ditadura militar, a canção Os Doze Pares de França, de Toquinho e Belchior, foi censurada, sob a alegação de que a letra exaltava a França e por isso, em comparação, desprezava o Brasil. A música foi gravada no álbum Toquinho canta - Pequeno perfil de um cidadão comum, de 1978.
Em 1990, a escola de samba Acadêmicos do Salgueiro desfilou no carnaval do Rio de Janeiro com o enredo Sou Amigo do Rei, criado por Rosa Magalhães, recontando a história de carlos Magno e seus Doze Pares. O samba-enredo foi composto por  Alaor Macedo, Arizão, Demá Chagas, Pedrinho da Flor e Fernando Baster e a escola terminou a apuração em terceiro lugar

## Lista dos cavaleiros
São também referidos como os cavaleiros da história:   
- Rolando (736-778) é um cavaleiro franco que inspirou a Canção de Rolando.
- Olivier é um cavaleiro lendário que morreu na batalha de Roncesvalles em 778.
- Guérin de Provence (? - 853) chamado também  Garin, Warin ou Werner (em latim: Guarnarius ou Werinus), filho de Warin d'Auvergne, é um conde de Auvergne (Guérin II).
- Gérier.
- Turpin é um personagem lendário,  companheiro de Carlos Magno e de Rolando de Roncevaux na Canção de Rolando e nos textos medievais.
- Béranger - Este lendário cavaleiro é provavelmente inspirado em Béranger II da Nêustria, embora este último, cuja data de nascimento é desconhecida, tenha morrido 82 anos depois de Carlos Magno.
- Othon.
- Samson (Sansão).
- Engelie.
- Ivon.
- Ivoire.
- Anseïs (Anseïs de Cartago): Após a morte de Rolando na Batalha de Roncesvalles, Anséïs teria sido o único a concordar em permanecer em Espanha para defender esta região das invasões mouras.
- Girart de Roussillon.
- Ogier, o Dinamarquês.  [6] [7]